# Districte de Saint-Quentin
El Districte de Saint-Quentin és un dels 5 districtes amb què es divideix el departament francès de l'Aisne, a la regió dels Alts de França. Compta amb 9 districtes i 126 municipis. El cap del districte és la sotsprefectura de Saint-Quentin.

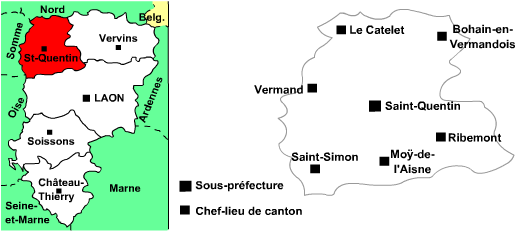
Localització del Districte de Saint-Quentin

## Cantons
cantó de Bohain-en-Vermandois - cantó del Catelet - cantó de Moÿ-de-l'Aisne - cantó de Ribemont - cantó de Saint-Quentin-Centre - cantó de Saint-Quentin-Nord - cantó de Saint-Quentin-Sud - cantó de Saint-Simon - cantó de Vermand

## Història
| Data d'elecció                           | Identitat          | Partit |
| ---------------------------------------- | ------------------ | ------ |
| 2006-                                    | Jacques Destouches |        |
| les dades anteriors no són pas conegudes |                    |        |
|                                          |                    |        |

## Demografia
| A partir de 1990 : Població sense dobles comptes |